# Sala de bomberos de Glen Addie Volunteer Hose Company
La Sala de bomberos de Glen Addie Volunteer Hose Company es un edificio histórico ubicado entre Fourth St. y Pine Ave. en Anniston, Alabama, Estados Unidos.

## Historia
El edificio de ladrillo de dos pisos fue construido en 1885 en estilo románico richardsoniano. El edificio sirvió como cuartel de bomberos y posteriormente fue incluido en el Registro Nacional de Lugares Históricos en 1985.